# Сливнички манастир
Сливнички манастир је православни манастир, у близини истоименог села Сливница у Северној Македонији.
Данашњи манастир је подигнут у 1607. године, мада је храм знатно старији. Живописан је у три фазе 1607, 1612. и највећим делом 1645. године. Из тог времена су и фреске у цркви, као и дрвени иконостас са иконама, престо, царске двери и велики крст. Конаци су изграђени крајем 17. века и два пута су били спаљени. Реконструисани су у периоду 1994.-1998. године.
Манастир је подигнут уз помоћ свих околних села и становништва удаљених места.
Манастирски храм посвећен је Рождеству Пресвете Богородице. Фреске у олтару и наосу цркве дела су Зографских мајстора.